# 顶葡萄虫属
顶葡萄虫属（学名：Acrobotrissa）是甘葡萄虫科下的一个属。

## 下属物种
本属包括以下物种：
- 顶葡萄虫 Acrobotrissa cribosa Popofsky, 1913